# Leichtathletik-Weltmeisterschaften 1993/Hammerwurf der Männer

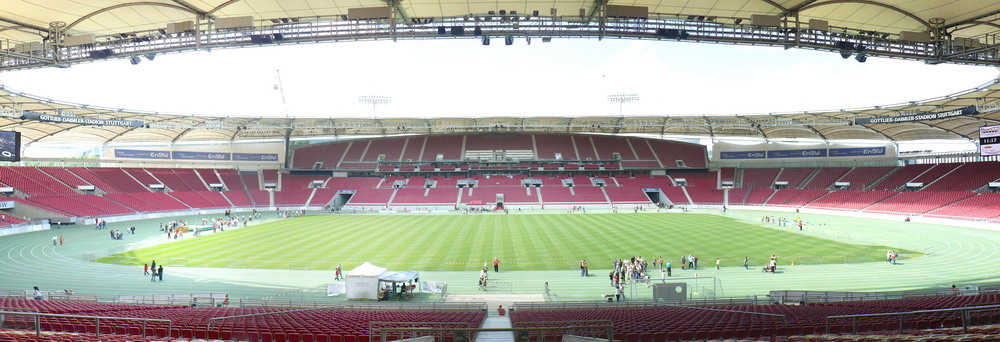
Das Stuttgarter Gottlieb-Daimler-Stadion im Jahr 2007

Der Hammerwurf der Männer bei den Leichtathletik-Weltmeisterschaften 1993 wurde am 16. und 17. August 1993 im Stuttgarter Gottlieb-Daimler-Stadion ausgetragen.
Weltmeister wurde der Olympiasieger von 1992 Andrei Abduwalijew aus Tadschikistan. Er gewann vor dem belarussischen Olympiazweiten von 1992, Vizeweltmeister von 1991 und amtierenden Europameister Ihar Astapkowitsch. Bronze ging an den ungarischen Vizeeuropameister von 1990 Tibor Gécsek.

## Bestehende Rekorde
| Weltrekord | 86,74 m | Jurij Sjedych   | EM 1986 in Stuttgart, BR Deutschland | 30. August 1986   |
| WM-Rekord  | 83,06 m | Sergei Litwinow | WM 1987 in Rom, Italien              | 1. September 1987 |

Der bestehende WM-Rekord wurde bei diesen Weltmeisterschaften nicht eingestellt und nicht verbessert.
Weltmeister Andrei Abduwalijew aus Tadschikistan stellte im Finale mit seinem Siegeswurf von 81,64 m einen neuen Asienrekord auf.

## Qualifikation
28 Teilnehmer traten in zwei Gruppen zur Qualifikationsrunde an. Die Qualifikationsweite für den direkten Finaleinzug betrug 76,50 m. Sechs Athleten übertrafen diese Marke (hellblau unterlegt). Das Finalfeld wurde mit den sechs nächstplatzierten Sportlern auf zwölf Werfer aufgefüllt (hellgrün unterlegt). So mussten schließlich 74,36 m für die Finalteilnahme erbracht werden.

### Gruppe A

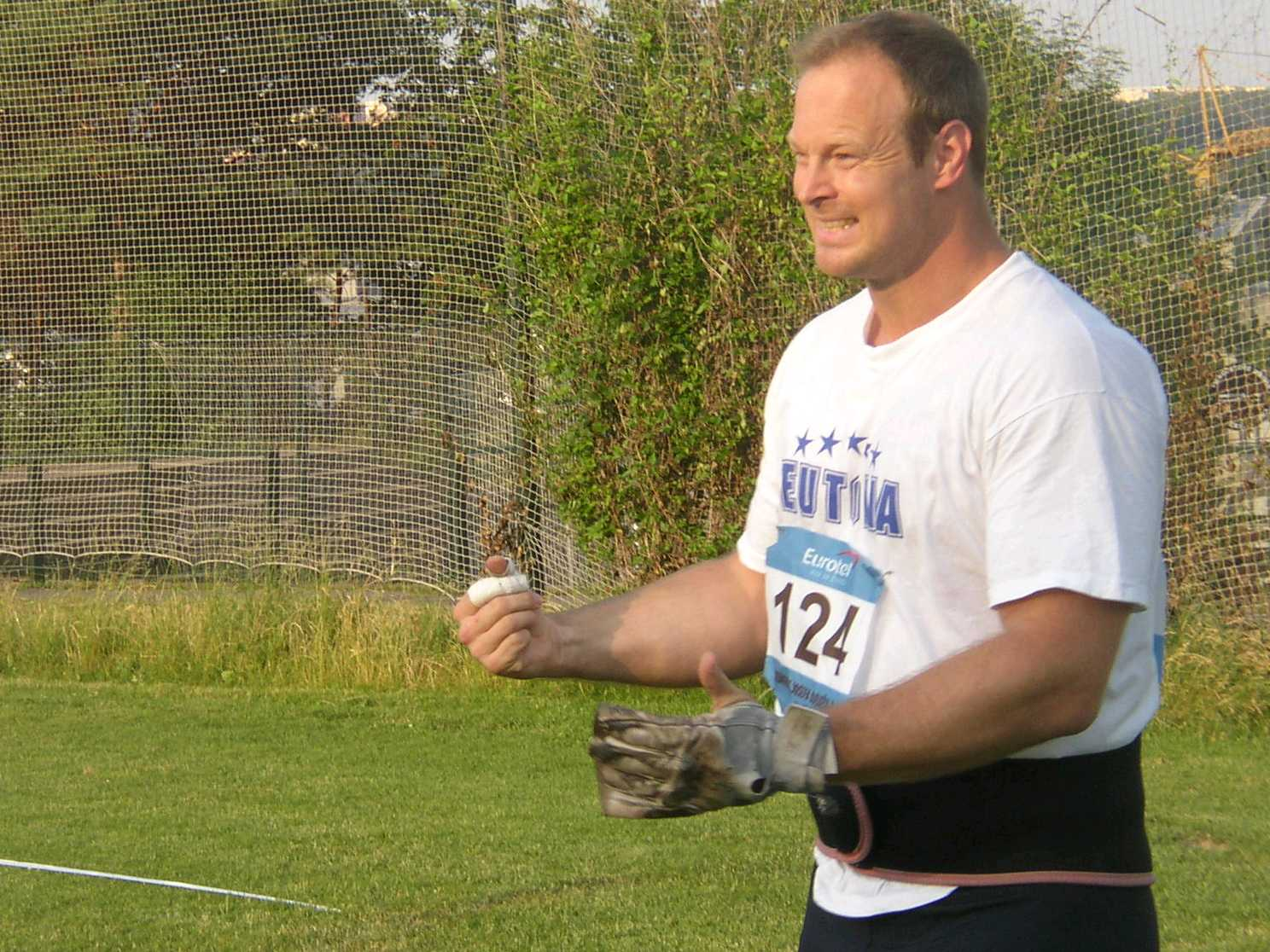
Karsten Kobs schied mit 71,82 m in der Qualifikation aus – 1999 wurde er Weltmeister

14. August 1993, 11:00 Uhr
| Platz | Name               | Nation         | Resultat (m) |
| 1     | Andrei Abduwalijew | Tadschikistan  | 77,22        |
| 2     | Alexandr Selesnjow | Russland       | 77,12        |
| 3     | Andrij Skwaruk     | Ukraine        | 75,54        |
| 4     | Raphaël Piolanti   | Frankreich     | 75,34        |
| 5     | Sjarhej Alaj       | Belarus        | 75,34        |
| 6     | Wassili Sidorenko  | Russland       | 74,40        |
| 7     | Pavel Sedláček     | Tschechien     | 73,90        |
| 8     | Tore Gustafsson    | Schweden       | 71,88        |
| 9     | Karsten Kobs       | Deutschland    | 71,82        |
| 10    | Savas Saritzoglou  | Griechenland   | 71,76        |
| 11    | Johann Lindner     | Österreich     | 71,46        |
| 12    | Jim Driscoll       | USA            | 69,40        |
| 13    | Paul Head          | Großbritannien | 68,88        |
| 14    | James Wong         | Singapur       | 49,14        |

### Gruppe B

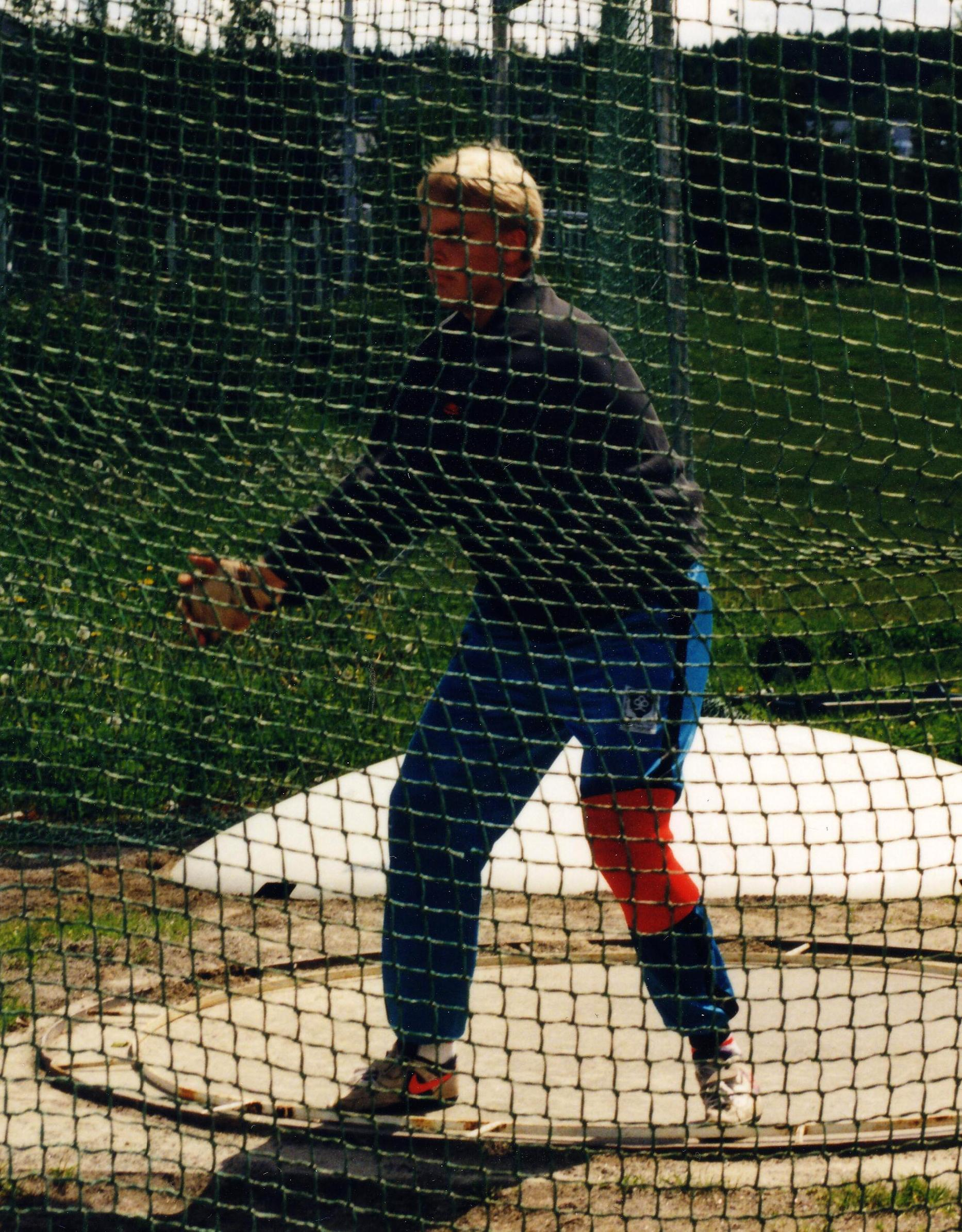
69,62 m waren zu wenig für Marko Wahlman, um im Finale dabei zu sein

14. August 1993, 12:45 Uhr
| Platz | Name                 | Nation      | Resultat (m) |
| 1     | Sergei Litwinow      | Russland    | 77,96        |
| 2     | Tibor Gécsek         | Ungarn      | 77,82        |
| 3     | Lance Deal           | USA         | 77,14        |
| 4     | Ihar Astapkowitsch   | Belarus     | 76,82        |
| 5     | Christophe Épalle    | Frankreich  | 74,74        |
| 6     | Wadim Kolesnik       | Ukraine     | 74,36        |
| 7     | Walter Ciofani       | Frankreich  | 73,36        |
| 8     | Alberto Sánchez      | Kuba        | 71,00        |
| 9     | Marko Wahlman        | Finnland    | 69,62        |
| 10    | Andrés Charadía      | Argentinien | 68,48        |
| 11    | Iosif Shaverdashvili | Georgien    | 68,26        |
| 12    | Guillermo Guzmán     | Mexiko      | 67,30        |
| 13    | Hakim Toumi          | Algerien    | 66,16        |
| 14    | Enrico Sgrulletti    | Italien     | 63,58        |

## Finale
15. August 1993, 16:20 Uhr
Anmerkung: Das Symbol "x" bedeutet "ungültig".
| Platz | Name               | Nation        | Resultat (m) | 1. Versuch (m)                          | 2. Versuch (m)                          | 3. Versuch (m)                          | 4. Versuch (m)                         | 5. Versuch (m)                         | 6. Versuch (m)                         |
| 1     | Andrei Abduwalijew | Tadschikistan | 81,64 AS     | 78,08                                   | x                                       | 78,02                                   | 81,64                                  | x                                      | 80,56                                  |
| 2     | Ihar Astapkowitsch | Belarus       | 79,88        | 77,54                                   | x                                       | x                                       | 79,88                                  | 79,48                                  | 79,16                                  |
| 3     | Tibor Gécsek       | Ungarn        | 79,54        | 73,34                                   | x                                       | 76,80                                   | 79,54                                  | 73,84                                  | x                                      |
| 4     | Sjarhej Alaj       | Belarus       | 79,02        | 71,42                                   | 76,56                                   | 77,12                                   | x                                      | 77,40                                  | 79,02                                  |
| 5     | Wassili Sidorenko  | Russland      | 78,86        | x                                       | 76,82                                   | 76,62                                   | 77,12                                  | 78,86                                  | 77,36                                  |
| 6     | Alexandr Selesnjow | Russland      | 78,58        | 76,48                                   | 78,58                                   | 76,34                                   | x                                      | x                                      | 75,28                                  |
| 7     | Sergei Litwinow    | Russland      | 78,56        | 78,56                                   | x                                       | x                                       | 75,02                                  | 76,56                                  | x                                      |
| 8     | Christophe Épalle  | Frankreich    | 76,22        | 76,22                                   | x                                       | 75.90                                   | x                                      | x                                      | 75,04                                  |
| 9     | Lance Deal         | USA           | 76,20        | Ablauf in den Quellen nicht aufgelistet | Ablauf in den Quellen nicht aufgelistet | Ablauf in den Quellen nicht aufgelistet | nicht im Finale der besten acht Werfer | nicht im Finale der besten acht Werfer | nicht im Finale der besten acht Werfer |
| 10    | Raphaël Piolanti   | Frankreich    | 75.88        | Ablauf in den Quellen nicht aufgelistet | Ablauf in den Quellen nicht aufgelistet | Ablauf in den Quellen nicht aufgelistet | nicht im Finale der besten acht Werfer | nicht im Finale der besten acht Werfer | nicht im Finale der besten acht Werfer |
| 11    | Wadim Kolesnik     | Ukraine       | 73.08        | Ablauf in den Quellen nicht aufgelistet | Ablauf in den Quellen nicht aufgelistet | Ablauf in den Quellen nicht aufgelistet | nicht im Finale der besten acht Werfer | nicht im Finale der besten acht Werfer | nicht im Finale der besten acht Werfer |
| NM    | Andrij Skwaruk     | Ukraine       | ogV          | Ablauf in den Quellen nicht aufgelistet | Ablauf in den Quellen nicht aufgelistet | Ablauf in den Quellen nicht aufgelistet | nicht im Finale der besten acht Werfer | nicht im Finale der besten acht Werfer | nicht im Finale der besten acht Werfer |

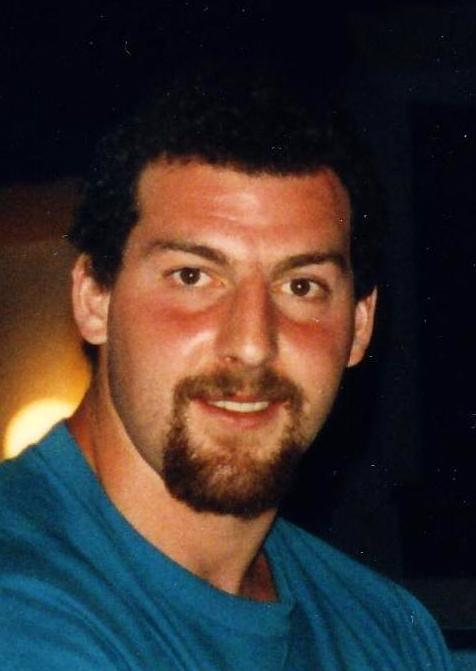
Der achtplatzierte Christophe Épalle
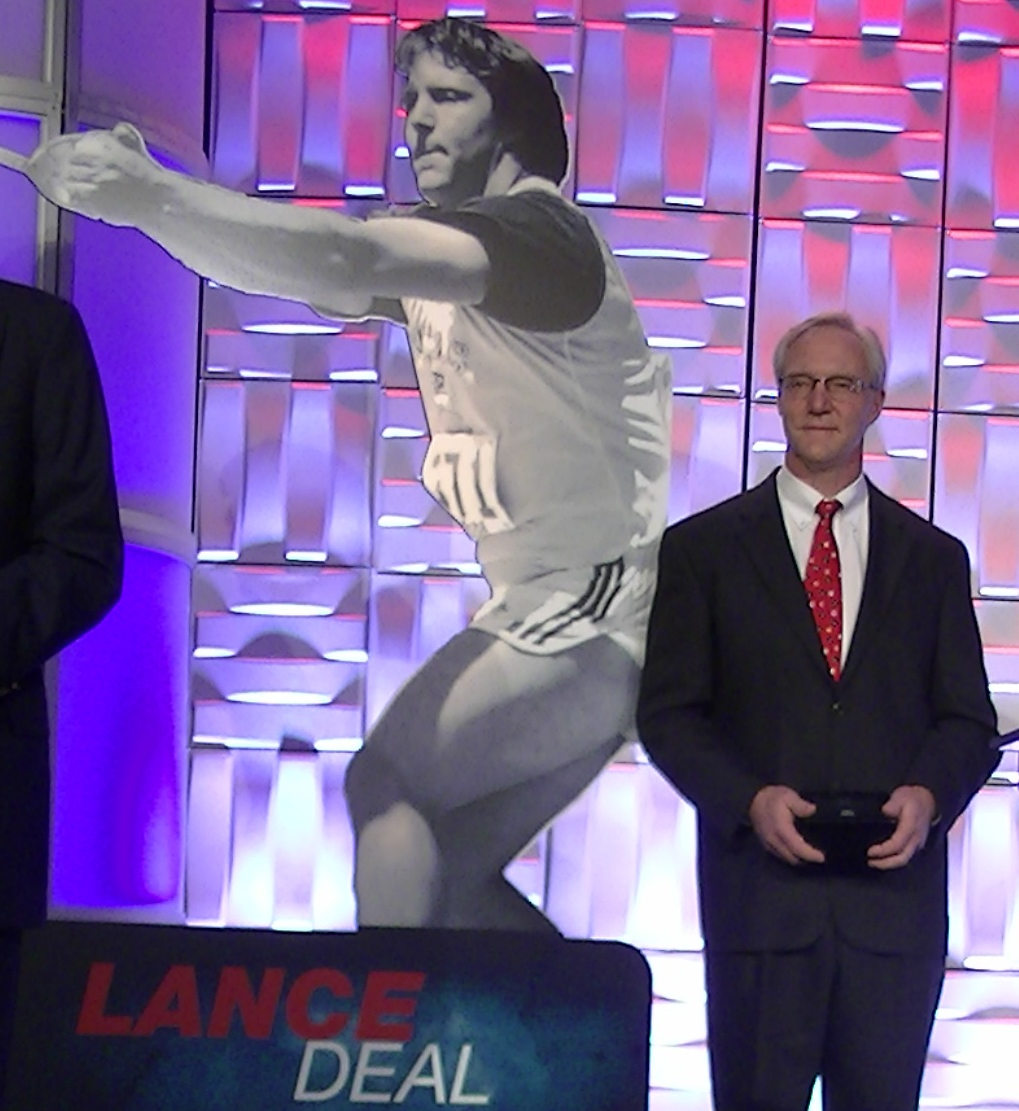
Lance Deal (hier im Jahr 2014 vor einem Bild aus seiner aktiven Zeit) erreichte Platz neun

## Video
- Hammer Throw World Athletics Champs 1993 auf youtube.com, abgerufen am 14. Mai 2020